# Christoph von Freyberg-Eisenberg

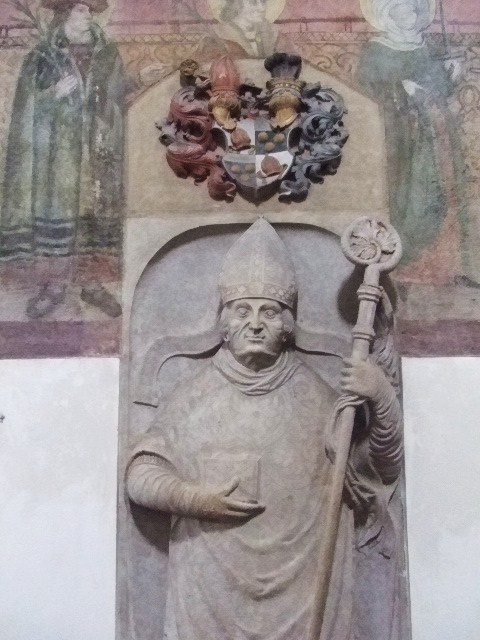
Grabmal in der Stiftsbasilika St. Vitus, Ellwangen

Christoph von Freyberg-Eisenberg (* um 1517; † 5. März 1584 in Ellwangen) war im 16. Jahrhundert ein Fürstpropst der Fürstpropstei Ellwangen.

## Leben
Er war Augsburger Domherr. Mit circa 14 Jahren erhielt er 1531 in der Fürstpropstei Ellwangen das Kanonikat des verstorbenen Kanonikers Joachim von Heudorf. Am 8. März 1573 wurde er Propst; im gleichen Jahr stürzte der romanische Giebel des südlichen Querschiffes der Stiftskirche ein (der Wiederaufbau erfolgte erst unter seinem Nachfolger bis 1588). 1576 resignierte er auf sein Kanonikat. Er starb mit 67 Jahren; sein Marmorgrabmal befindet sich im nördlichen Querschiff der ehemaligen Klosterkirche, der heutigen Basilika St. Vitus.
Sein Neffe Johann Christoph von Freyberg wurde 1613 Fürstpropst. Insgesamt waren 20 Personen des Adelsgeschlechts von Freyberg-Eisenberg-Justingen-Öpfingen-Hürbel Kanoniker der Fürstpropstei Ellwangen.